# 노이지들암제군

노이지들암제군의 위치

노이지들암제군(독일어: Bezirk Neusiedl am See)은 오스트리아 부르겐란트주에 위치한 군으로 행정 중심지는 노이지들암제이며 면적은 1,005.86km2, 인구는 61,768명(2024년 기준), 인구 밀도는 61명/km2이다. 북쪽과 북서쪽으로는 니더외스터라이히주 브루크안데어라이타군, 서쪽으로는 아이젠슈타트움게붕군, 루스트와 접하며 남쪽과 동쪽으로는 헝가리, 북동쪽으로는 슬로바키아와 국경을 접한다.

## 하위 행정 구역
2개 도시, 11개 시장도시, 14개 일반 시를 관할한다.
- 도시
  - 프라우엔키르헨(Frauenkirchen)
  - 노이지들암제(Neusiedl am See)
- 시장도시
  - 안다우(Andau)
  - 아페틀론(Apetlon)
  - 골스(Gols)
  - 일미츠(Illmitz)
  - 요이스(Jois)
  - 키트제(Kittsee)
  - 포더스도르프암제(Podersdorf am See)
  - 장크트안드레암지크제(St. Andrä am Zicksee)
  - 발레른임부르겐란트(Wallern im Burgenland)
  - 바이덴암제(Weiden am See)
  - 추른도르프(Zurndorf)
- 일반 시
  - 브루크노이도르프(Bruckneudorf)
  - 도이치야른도르프(Deutsch Jahrndorf)
  - 에델슈탈(Edelstal)
  - 가텐도르프(Gattendorf)
  - 할프투른(Halbturn)
  - 묀히호프(Mönchhof)
  - 니켈스도르프(Nickelsdorf)
  - 노이도르프바이파른도르프(Neudorf bei Parndorf)
  - 파마(Pama)
  - 팜하겐(Pamhagen)
  - 파른도르프(Parndorf)
  - 포츠노이지들(Potzneusiedl)
  - 타텐(Tadten)
  - 빈덴암제(Winden am See)